# Gesporte
O GESPORTE é um grupo de base científica, autônomo e independente, que estuda as práticas gerenciais dentro do ambiente esportivo.
Foi criado por idealização e iniciativa do Professor Doutor Paulo Henrique Azevêdo , da Faculdade de Educação Física (FEF) , da Universidade de Brasília (UnB), foi criado e registrado como grupo de pesquisa no Conselho Nacional de Desenvolvimento Científico e Tecnológico (CNPq) em 02 de maio de 2005.

## Sobre o Laboratório

### Vinculação Institucional
O Laboratório de Gestão e Marketing - Gesporte  é vinculado a Faculdade de Educação Física da Universidade de Brasília (UnB) e localiza-se no Centro Olímpico da UnB.

### Atuação
O Laboratório trabalha na área da Educação Física com enfoque na área de Gestão Esportiva,  Política pública e Marketing esportivo . Realiza capacitação e qualificação profissional; planeja e organiza eventos técnico-científicos; interage com o campo de atuação do gestor esportivo; e promove ações multidisciplinares para o desenvolvimento do esporte, sempre com parcerias institucionais  

## Eventos Realizados
O Laboratório organiza diversos eventos próprios ou por meio de parcerias. São congressos, jornadas, ciclos de palestras e competições esportivas, que estimulam a difusão do conhecimento e o debate sobre a Gestão Esportiva e o Marketing Esportivo e servem como referência e orientação a graduandos e graduados.

### 25 Horas Nadando
O revezamento 25 Horas Nadando é a maior e mais tradicional maratona de revezamento aquático do Distrito Federal. Realizado anualmente pela Faculdade de Educação Física da Universidade de Brasília, por meio do Laboratório GESPORTE, o evento é voltado a todos nadadores que queiram participar. Cada raia possui uma ou mais equipes que, durante as 25 Horas deve manter ininterruptamente um nadador na piscina. Durante todo o evento são oferecidas inúmeras atrações para os nadadores e espectadores, tais como gincanas, jogos e brincadeiras de salão, sessão de vídeo e oficinas de atividades recreativas e de aprendizagem artística. Todas as equipes participantes recebem troféu, além dos nadadores e nadadores de maior, de menor idade e que percorreram a maior metragem.

### Jornada Sobre Gestão do Esporte – JGESPORTE
Evento em nível nacional, público e gratuito, que qualifica profissionais, realiza debates e apresenta tendências sobre a gestão e o marketing do esporte no Brasil e no mundo. 
Idealizado e criado pelo professor Paulo Henrique Azevêdo em 2008 e realizado anualmente pelo GESPORTE até 2014, passando a ocorrer de dois em dois anos, a partir de 2016 (sempre nos anos pares). Essa mudança visou  intercalar a JGESPORTE com o Congresso Internacional sobre Gestão do Esporte - CIGEsp, evento realizado pela Associação Brasileira de Gestão do Esporte – ABraGEsp  de dois em dois anos (sempre nos anos ímpares), o que garante anualmente pelo menos um evento de expressão sobre gestão do esporte no Brasil.
Conta sempre com as presenças de importantes profissionais da área. 
A JGESPORTE reúne estudantes de Educação Física, profissionais da área, acadêmicos, pesquisadores e interessados em geral, em torno de temas relevantes para o esporte e a sua gestão em nível mundial. É planejada, realizada e avaliada como componente curricular do curso de Educação Física da UnB.

### Ciclo de Palestras GESPORTE – Palestra Técnica
Muitos graduandos e profissionais formados ainda não se decidiram sobre a área de atuação no cenário da Educação Física, do Esporte e do Lazer. Para auxiliar nesse processo importante, o GESPORTE criou o Ciclo de Palestras GESPORTE, onde em cada evento é convidado um profissional atuante no ambiente esportivo em suas mais diversas atividades. O palestrante relata a sua experiência e conhecimentos, de maneira a possibilitar uma visão real sobre a carreira e, ao final, é aberto um espaço para  questionamentos ao palestrante na busca de informações bem próximas ao que acontece na realidade.
Iniciado em 2010, é um evento público e gratuito e constitui-se num projeto inovador na formação e qualificação em Educação Física, onde é possibilitada a interação direta com profissionais que possuem  carreira consolidada e reconhecida atuação.
Para cada palestra são convidados empresários de academias, professores de escolas públicas e privadas, personal trainers, docentes de universidades, profissionais de academias, profissionais que atuam em hospitais e outros. Assim, quem deseja decidir sobre a carreira a ser seguida ou os que querem mudar de área de atuação podem ter uma boa referência para evitar decisões precipitadas ou consolidar uma ideia já existente. 
O evento é formalmente registrado no sistema de informações gerenciais da Universidade de Brasília e que certifica os participantes.

### Congresso do Conselho Regional de Educação Física – ConCREF7
O GESPORTE idealizou e realizou até a 4ª edição do ConCREF7, cuja finalidade é fomentar debates que fortaleçam a qualificação do Profissional de Educação Física em toda a sua abrangência, destacando o seu papel de liderança na construção de uma sociedade mais saudável e autônoma, possibilitando significativos avanços para o país. É o primeiro evento técnico-científico realizado por um conselho de Educação Física no Brasil.
O evento é composto por uma etapa de palestras e uma etapa científica. As palestras abordaram as experiências de profissional altamente qualificados na atuação profissional dentro do cenário esportivo brasileiro e internacional.
Trabalho científicos (pôsteres e comunicações orais) selecionados são premiados em dinheiro, como forma de estimular a pesquisa no âmbito da Educação Física e do Esporte.
Os anais do evento [?] são publicados e distribuídos aos participantes em cada edição.
Profissionais de renome como Lamartine Pereira da Costa (Brasil), Manuel Sérgio (Portugal), Gary Armstrong (Inglaterra), Pedro Sarmento (Portugal) já participaram do ConCREF7.